# 門田正経
門田 正経（かどた まさつね、1862年（文久2年）1月 - 1924年（大正13年）12月8日）は、日本のジャーナリスト、東洋協会幹事長、拓殖大学学友会初代会長。

## 経歴
伊予国松山生まれ。松山中学校（現在の愛媛県立松山東高等学校）から慶應義塾に入り、朝野新聞、馬場辰猪の國友会に入り、山陰新聞、海南新聞、大阪毎日新聞創立に参加。台湾協会専門学校の幹事となり、毎日新聞の特派員として台湾に渡り、台湾統治の一翼を担う。墓所は多磨霊園。